# Josh Hutcherson

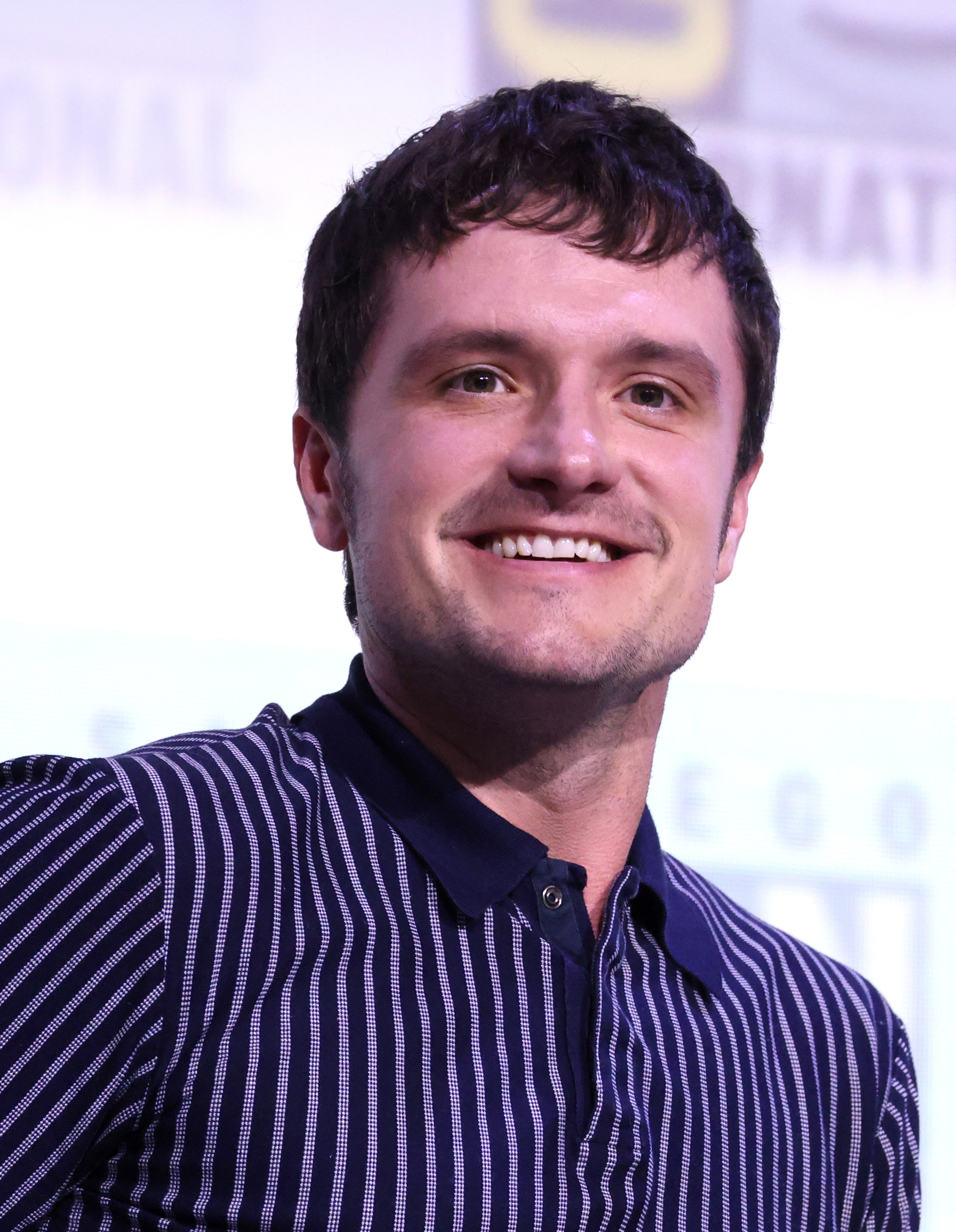
Josh Hutcherson (2025)

Joshua Ryan Hutcherson (* 12. Oktober 1992 in Union, Kentucky) ist ein US-amerikanischer Filmschauspieler.

## Leben
Josh Hutchersons Mutter Michelle ist eine ehemalige Delta-Air-Lines-Mitarbeiterin und sein Vater, Chris Hutcherson, ist Analyst für die Environmental Protection Agency. Er hat einen jüngeren Bruder, Connor, der ebenfalls gelegentlich als Schauspieler tätig ist. Außerdem hat er viele Haustiere, darunter drei Hunde. Er zog für die Schauspielerei von Union nach Kalifornien.
Josh Hutcherson engagiert sich für die Rechte Homosexueller und erhielt den GLAAD Media Awards in der Kategorie Vanguard Award.
Im April 2012 fiel er in der Presse auf, als Bilder von ihm im Internet auftauchten, die ihn beim Kauf einer Flasche Whiskey zeigen. Da das Kaufen von Alkohol in den USA erst ab 21 Jahren erlaubt ist, drohten ihm bis zu sechs Monate Gefängnis. Zuvor hatte er in einem Interview die Meinung vertreten, dass man das Alkoholgesetz in den USA ändern sollte. Wörtlich sagte er: „Ich denke, das Alter, um in den Krieg ziehen zu können, ist 18 … Also denke ich, dass man auch mit 18 trinken dürfen sollte.“

## Privatleben
Seit den Dreharbeiten zu Paradise Lost im März 2013 ist Josh Hutcherson mit seiner Schauspielkollegin Claudia Traisac liiert.

## Karriere
Obwohl er bereits ab seinem vierten Lebensjahr in Werbespots mitwirkte, erfolgte sein Filmdebüt erst 2002 in Becoming Glen, einem 30-minütigen Kurzfilm. Die Rolle an der Seite von Peter Falk im Filmdrama Wilde Tage aus dem Jahr 2003 brachte ihm 2004 eine Nominierung für den Young Artist Award. Im selben Jahr hatte er eine kleine Rolle in dem Animationsfilm Der Polarexpress.
Erste Bekanntheit erlangte Hutcherson in dem 2005 produzierten Science-Fiction-Film Zathura – Ein Abenteuer im Weltraum. Für diesen wurde er 2006 sowohl für den Saturn Award nominiert als auch mit dem Young Artist Award ausgezeichnet. Zudem stand er 2005 in der Fußball-Komödie Fußballfieber – Elfmeter für Daddy als Bucky an der Seite von Robert Duvall und Will Ferrell vor der Kamera.
2006 war Hutcherson in Die Chaoscamper im Kino zu sehen und wirkte im Fantasyfilm Brücke nach Terabithia mit. 2007 kam Firehouse Dog in die US-Kinos, der in Deutschland unter dem Titel Rexx, der Feuerwehrhund auf DVD erschienen ist.
2008 war er in Winged Creatures in einer Kussszene mit Dakota Fanning zu sehen und an der Seite von Brendan Fraser in einer Verfilmung von Die Reise zum Mittelpunkt der Erde. Danach erhielt er eine Hauptrolle in der Darren-Shan-Verfilmung Mitternachtszirkus – Willkommen in der Welt der Vampire als Steve „Leopard“ Leonard. 2009 erhielt er die Hauptrolle in dem Filmdrama Farben der Liebe, der jedoch erst im Juli 2012 veröffentlicht wurde. 2010 spielte er eine der tragenden Rollen als Laser in The Kids Are All Right. Danach erhielt er eine Hauptrolle als Clapton Davis in der Horrorkomödie Detention – Nachsitzen kann tödlich sein. Außerdem fungierte er bei dem Film auch als Produzent. 2012 war er neben Dwayne Johnson und Vanessa Hudgens in Die Reise zur geheimnisvollen Insel, der Fortsetzung des Films Die Reise zum Mittelpunkt der Erde, zu sehen.
Sein großer Durchbruch kam 2012, als er die Rolle des Peeta Mellark in Die Tribute von Panem – The Hunger Games, der Verfilmung des gleichnamigen Bestsellers von Suzanne Collins, spielte. Diese Rolle übernahm er auch in den drei Fortsetzungen, Die Tribute von Panem – Catching Fire, Die Tribute von Panem – Mockingjay Teil 1 und Die Tribute von Panem – Mockingjay Teil 2, die von 2013 bis 2015 veröffentlicht wurden.
Im November 2012 war er neben Chris Hemsworth und Josh Peck als Robert Morris in Dan Bradleys Remake von Die rote Flut zu sehen. Der Film wurde schon 2009 gedreht, aber erst 2012 veröffentlicht. Im Mai 2013 lieh er der Hauptfigur Nod in dem Animationsfilm Epic – Verborgenes Königreich seine Stimme. Weitere Film- und Fernsehrollen folgten. Sein Schaffen umfasst mehr als 50 Produktionen.

## Filmografie (Auswahl)
- 2002: Becoming Glen (Fernsehfilm)
- 2002: House Blend (Fernsehfilm)
- 2002: Emergency Room – Die Notaufnahme (ER, Fernsehserie, Episode 9x08)
- 2003: One Last Ride
- 2003: Miracle Dogs (Fernsehfilm)
- 2003: American Splendor
- 2003: Wilde Tage (Wilder Days, Fernsehfilm)
- 2004: Eddie’s Father (Fernsehfilm)
- 2004: Motocross Kids
- 2004: Der Polarexpress (The Polar Express)
- 2005: Fußballfieber – Elfmeter für Daddy (Kicking & Screaming)
- 2005: Little Manhattan
- 2005: Zathura – Ein Abenteuer im Weltraum (Zathura: A Space Adventure)
- 2006: Die Chaoscamper (RV)
- 2007: Brücke nach Terabithia (Bridge to Terabithia)
- 2007: Rexx, der Feuerwehrhund (Firehouse Dog)
- 2008: Winged Creatures
- 2008: Die Reise zum Mittelpunkt der Erde (Journey to the Center of the Earth 3D)
- 2009: Mitternachtszirkus – Willkommen in der Welt der Vampire (Cirque du Freak: The Vampire's Assistant)
- 2010: The Kids Are All Right
- 2010: The Third Rule (Kurzfilm)
- 2011: Detention – Nachsitzen kann tödlich sein (Detention)
- 2012: Die Reise zur geheimnisvollen Insel (Journey 2: The Mysterious Island)
- 2012: Die Tribute von Panem – The Hunger Games (The Hunger Games)
- 2012: 7 Tage in Havanna (7 días en La Habana)
- 2012: Farben der Liebe (The Forger)
- 2012: Red Dawn
- 2013: Epic – Verborgenes Königreich (Epic, Stimme)
- 2013: Die Tribute von Panem – Catching Fire (The Hunger Games: Catching Fire)
- 2014: Escobar: Paradise Lost
- 2014: Die Tribute von Panem – Mockingjay Teil 1 (The Hunger Games: Mockingjay – Part 1)
- 2015: Die Tribute von Panem – Mockingjay Teil 2 (The Hunger Games: Mockingjay – Part 2)
- 2016: Stürmische Ernte – In Dubious Battle (In Dubious Battle)
- 2017: The Disaster Artist
- 2017: Elliot – Das kleinste Rentier (Elliot the Littlest Reindeer, Stimme)
- 2017–2020: Future Man (Fernsehserie, 32 Episoden)
- 2019: Burn
- 2022: Across the River and Into the Trees
- 2023: 57 Seconds
- 2023: Five Nights at Freddy’s
- 2024: The Beekeeper

## Auszeichnungen und Nominierungen
MTV Movie Awards

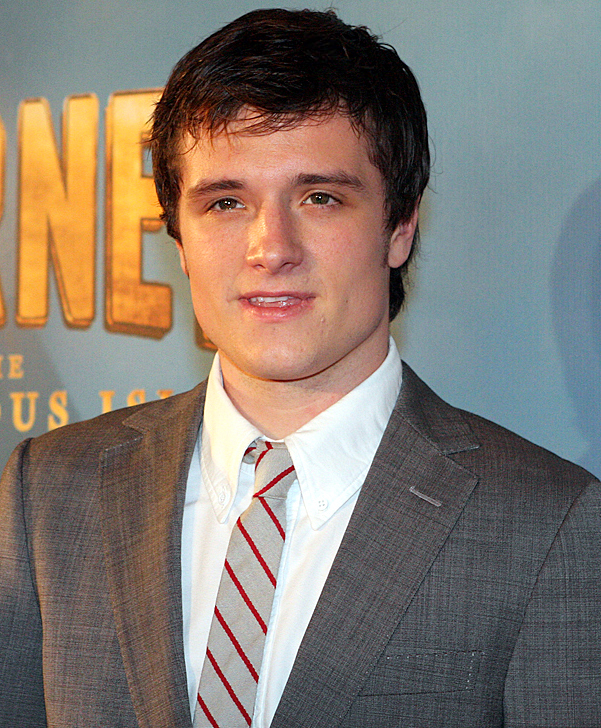
Josh Hutcherson in Sydney (2012)

- 2012: Bester Hauptdarsteller (für Die Tribute von Panem – The Hunger Games)[8]
- 2012: Beste Kampfszene zusammen mit Jennifer Lawrence vs. Alexander Ludwig (für Die Tribute von Panem – The Hunger Games)[8]
- 2012: Nominierung für Bester Filmkuss zusammen mit Jennifer Lawrence (für Die Tribute von Panem – The Hunger Games)[8]
- 2012: Nominierung für Bestes Cast (für Die Tribute von Panem – The Hunger Games)[8]
- 2014: Bester Hauptdarsteller (für Die Tribute von Panem – Catching Fire)
- 2014: Nominierung für Beste Kampfszene zusammen mit Jennifer Lawrence und Sam Claflin vs. Mutant Monkeys (für Die Tribute von Panem – Catching Fire)

Young Artist Award
- 2004: Nominierung für Best Performance in a TV Movie, Miniseries or Special – Leading Young Actor (für Wilde Tage)[9]
- 2005: Nominierung für Best Performance in a Feature Film – Young Ensemble Cast (für Motocross Kids)[10]
- 2005: Nominierung für Outstanding Young Ensemble in a New Medium (für Der Polarexpress)[10]
- 2006: Best Performance in a Feature Film (Comedy or Drama) – Leading Young Actor (für Zathura – Ein Abenteuer im Weltraum)[11]
- 2007: Best Performance in a Feature Film – Leading Young Actor (für Die Chaoscamper)[12]
- 2008: Best Performance in a Feature Film – Young Ensemble Cast (für Brücke nach Terabithia)[13]
- 2009: Best Performance in a Feature Film – Leading Young Actor (für Die Reise zum Mittelpunkt der Erde)[14]

Teen Choice Award
- 2012: Choice Movie: Actor Sci-Fi/Fantasy (für Die Tribute von Panem – The Hunger Games)
- 2012: Choice Movie: Liplock zusammen mit Jennifer Lawrence (für Die Tribute von Panem – The Hunger Games)
- 2012: Choice Movie: Fight zusammen mit Jennifer Lawrence vs. Alexander Ludwig (für Die Tribute von Panem – The Hunger Games)

Breakthrough Of The Year Awards
- 2010: Breakthrough Actor in Film (für The Kids Are All Right)[15]

Saturn Award
- 2006: Nominierung für Best Performance by a Younger Actor (für Zathura – Ein Abenteuer im Weltraum)[16]

- 2008: Best Performance by a Younger Actor (für Brücke nach Terabithia)[17]

Do Something Awards
- 2012: Movie Star: Male (für Die Tribute von Panem – The Hunger Games)

GLAAD Award
- 2012: Josh Hutcherson[18]